# MLB Network
MLB Network é um canal esportivo de televisão americano dedicado ao beisebol. É principalmente propriedade da Major League Baseball, com a TNT Sports, o Grupo NBC Sports da Comcast, a Charter Communications e a Cox Communications possuindo participação minoritária.
A sede e os estúdios do canal estão localizados em instalações alugadas em Secaucus, Nova Jersey, em um edifício de propriedade da Hartz Mountain Industries, que anteriormente abrigava os estúdios da MSNBC. Os estúdios da MLB Network também são a casa da NHL Network, que passou para a administração da MLB Advanced Media em meados de 2015 e transferiu a maioria das operações da antiga base da rede em Toronto.
Tony Petitti, ex-produtor executivo da CBS Sports, foi nomeado o primeiro presidente da rede. Petitti atuou como presidente da MLB Network até dezembro de 2014, quando foi nomeado Diretor de Operações da Liga Principal de Beisebol. Rob McGlarry, que trabalhou como vice-presidente sênior e posteriormente como executivo de assuntos comerciais da MLB Network desde 2009, foi nomeado o segundo presidente da rede.
Em fevereiro de 2015, a MLB Network estava disponível para aproximadamente 70,0 milhões de domicílios (60,1% dos assinantes de televisão a cabo) nos Estados Unidos. Desde junho de 2023, o canal estava disponível em 41,6 milhões de lares.

## História
A Major League Baseball tornou-se a quarta grande liga esportiva profissional da América do Norte a lançar sua própria rede de cabo 24 horas. A NBA TV foi inaugurada em 1999, a NHL Network em 2001 (embora não nos Estados Unidos até 2007) e a NFL Network em 2003. No entanto, a MLB Network é transmitida na maioria dos lares em que essas quatro redes estão disponíveis, pois está presente em todas as dez principais operadoras de vídeo nos Estados Unidos.
A MLB Network foi lançada em 16 de dezembro de 2008, apresentando um loop automatizado contínuo de programação de arquivo e promoções para sistemas a cabo que transmitiam a rede antes do lançamento oficial em 1º de janeiro de 2009. O canal foi totalmente inaugurado às 6:00 pm EST, marcado pela estreia do programa Hot Stove.
Em abril de 2012, o formato de definição padrão (SD) da MLB Network foi alterado para um formato letterbox 16:9. Os feeds SD e HD da rede passaram a exibir o mesmo formato.
Em 4 de abril de 2016, a MLB Network estreou um novo pacote gráfico no ar otimizado para o formato 16:9, substituindo o visual anterior usado desde o lançamento da rede no dia de Ano Novo de 2009.
Em 31 de janeiro de 2023, a MLB Network foi removida da programação de canais do YouTube TV depois de não conseguirem chegar a um acordo de renovação de contrato.

### Transporte
A rede assinou contratos com diversas operadoras de cabo e satélite, incluindo DirecTV, Dish Network, Verizon Fios, Cablevision, Charter Communications, Comcast, Cox Communications e U-verse TV. Em um acordo estabelecido por outros canais de propriedade de ligas esportivas, a MLB vinculou o transporte da MLB Network à capacidade de oferecer o popular pacote MLB Extra Innings fora do mercado. Como contrapartida, os provedores de cabo e satélite receberam uma participação minoritária na nova rede.

#### Rádio via satélite
Em 26 de março de 2010, foi anunciado que a estação de rádio via satélite MLB Home Plate será renomeada para MLB Network Radio, que transmitirá simultaneamente alguns programas da MLB Network, como MLB Tonight e Hot Stove . A transição começou em 4 de abril, primeiro dia da temporada 2010 da MLB. Em 26 de março de 2010, foi anunciado que a estação de rádio via satélite MLB Home Plate seria renomeada para MLB Network Radio, transmitindo simultaneamente alguns programas da MLB Network, como MLB Tonight e Hot Stove. A transição teve início em 4 de abril, o primeiro dia da temporada de MLB de 2010.

#### Carruagem canadense
No momento do lançamento, não houve anúncio quanto à disponibilidade da MLB Network no Canadá, país sede do Toronto Blue Jays. Os representantes da rede entraram em contato com a Rogers Communications, proprietária dos Blue Jays e da Rogers Cable (o principal provedor de cabo do Canadá), para discutir a possibilidade de disponibilizar a MLB Network no país. No entanto, foi enfatizado antes do lançamento do canal que um acordo não estava próximo de ser alcançado.
Em agosto de 2008, a Rogers obteve aprovação da Comissão Canadense de Rádio-televisão e Telecomunicações (CRTC) para um canal digital canadense temporariamente denominado "Baseball TV". Essa licença poderia ter sido utilizada para introduzir uma versão regionalizada da MLB Network, incorporando publicidade local e conteúdo adicional canadense, de forma semelhante à NBA TV Canada, que é de propriedade da empresa controladora do Toronto Raptors, mas incorpora considerável conteúdo da NBA TV dos Estados Unidos. Inicialmente, foi reportado que a Rogers planejava adotar essa abordagem para trazer a MLB Network para o Canadá. No entanto, a condição associada à licença exigia o lançamento do canal até agosto de 2011, o que não se concretizou.
Rogers, finalmente, concordou em patrocinar a solicitação da MLB Network para ser incluída na lista de serviços de televisão estrangeiros aprovados pela Comissão Canadense de Rádio-Televisão e Telecomunicações (CRTC). Isso permitiria aos provedores de cabo e satélite no Canadá importar o sinal norte-americano, seguindo a prática anterior com serviços esportivos semelhantes de nicho, como Big Ten Network, Rede NFL e Canal de Golfe. O pedido foi submetido para comentários públicos em 13 de junho de 2012 e recebeu aprovação em 21 de novembro de 2012. Durante esse período, o Sportsnet One, propriedade da Rogers, transmitiu determinados programas da MLB Network, incluindo Quick Pitch e Intentional Talk.
A MLB Network foi incorporada aos sistemas da Rogers Cable em Ontário em 8 de janeiro de 2014, oferecendo transmissão tanto em definição padrão quanto em alta definição. Em 3 de junho de 2015, a SaskTel anunciou a inclusão da MLB Network em sua programação. Desde 2017, a rede também está disponível para assinantes da MTS e Vidéotron.
Em 23 de março de 2017, a MLB Network foi lançada na Bell Fibe TV e na Bell Satellite TV .
Shaw Cable, a operadora dominante no oeste do Canadá, não oferece rede MLB.
A partir de 2018, a MLB Network é transmitida em todo o país no Canadá no serviço de streaming DAZN .

## Alta definição e 4K
A transmissão simultânea em alta definição 720p da MLB Network foi lançada no canal regular de forma concomitante. Após extensas discussões, a MLB Network optou pelo formato 720p em vez do entrelaçamento de 1080  linhas. A decisão baseou-se na crença de que o formato 720p oferece uma representação mais precisa do movimento no beisebol e sofreria menos degradação ao ser recomprimido por operadoras de cabo, visando economizar largura de banda (muitos programas regionais da Fox Sports Networks adotam o mesmo formato). Mark Haden, vice-presidente de engenharia e TI da MLB Network, afirmou: "Essa é a nossa melhor chance de manter a qualidade para os telespectadores". Todos os programas de estúdio e conteúdos originais são produzidos em alta definição, assim como os jogos de produção própria, como os da World Baseball Classic de 2009 e Thursday Night Baseball. Além disso, jogos produzidos localmente são transmitidos simultaneamente, assim como pacotes de jogos contratados por plataformas como YouTube e Friday Night Baseball da Apple TV +. A rede também realizou a remasterização em alta definição de 30 filmes da World Series.
Em 14 de abril de 2016, foi anunciado que 25 jogos do MLB Network Showcase seriam transmitidos em ultra-alta definição 4K exclusivamente na DirecTV na temporada de 2016, começando em 15 de abril

## Programação

### Cobertura de jogos ao vivo

#### Temporada regular
A MLB Network transmite diversos jogos ao vivo por semana. No entanto, esses jogos estão sujeitos a restrições nos mercados participantes das duas equipes envolvidas, a menos que seja indicado de outra forma. Nos mercados onde os jogos estão bloqueados, os telespectadores recebem um jogo alternativo ou uma programação pré-gravada.
- MLB Network Showcase: apresentação semanal da MLB Network de jogos não exclusivos de produção própria, todas as noites. A partir de 13 de junho de 2023, Bob Costas e Matt Vasgersian fornecem informações passo a passo . Normalmente, a partir de 10 de junho de 2023, Dan Plesac e Tom Verducci fornecem comentários coloridos com Al Leiter, Sean Casey, Harold Reynolds ou Bill Ripken também fornecendo comentários coloridos ocasionais. Normalmente, Tom Verducci, Jon Morosi e outros cuidam das reportagens em campo.
- Outros jogos noturnos: A MLB Network transmite jogos todas as noites, com transmissão simultânea da emissora de TV local de um time. Nas noites de terça-feira, a MLB Network apresenta uma cobertura Singleheader (devido ao TBS mudar seus jogos para as terças-feiras), com um jogo antecipado da Costa Leste ou um jogo posterior da Costa Oeste (dependendo da janela selecionada pelo TBS).
- MLB Matinee: MLB Network transmite uma série de jogos vespertinos durante toda a temporada regular.[18] Tal como acontece com os jogos noturnos, esses jogos de matinê geralmente, mas nem sempre, apresentam transmissões simultâneas da transmissão local do time da casa. Em alguns casos, a MLB mostra a transmissão do time de estrada.
- Liga Secundária de Beisebol: A MLB Network ocasionalmente transmitirá jogos da Liga Secundária de Beisebol por seus parceiros de TV a cabo. Isso incluiu jogos Triple-A e Double-A, juntamente com jogos All-Star de algumas ligas menores.

#### Pós-temporada
Quando a MLB expandiu os playoffs em 2012, introduzindo a rodada wild card, o TBS adquiriu os direitos de transmissão de ambos os jogos. Como parte desse acordo, dois jogos da Division Series foram transferidos para a MLB Network, marcando os primeiros jogos da pós-temporada na história do canal. A primeira transmissão ocorreu em 7 de outubro, apresentando o Detroit Tigers enfrentando o Oakland Athletics no Comerica Park, em Detroit, para o segundo jogo do ALDS de 2012. Matt Vasgersian liderou a transmissão ao lado do analista Jim Kaat. A segunda transmissão teve lugar em 10 de outubro, com o Washington Nationals enfrentando o St. Louis Cardinals no Nationals Park em Washington, D.C., para o terceiro jogo do NLDS de 2012. Este jogo representou a primeira participação dos Nationals em casa nos playoffs desde a mudança da equipe para Washington no início da temporada de 2005. Bob Costas forneceu os comentários passo a passo, acompanhado pelo analista Jim Kaat.
A partir de 2014, como parte do novo acordo de direitos de oito anos com a FOX, a MLB Network começou a transmitir dois jogos da Division Series da liga designada à FOX durante cada pós-temporada.
Este acordo foi inicialmente anunciado como continuando por meio de um novo contrato de direitos em 2022. No entanto, a partir dos playoffs de 2022, a MLB Network passou a transmitir as transmissões em espanhol da Division Series e da League Championship Series, que anteriormente eram atribuídas ao TBS.

#### Internacional
A cobertura internacional de jogos ao vivo produzida pela própria MLB Network abrange eventos como o World Baseball Classic e a Caribbean Series. Um exemplo notável foi a coprodução entre a MLB Network e a ESPN Austrália para a série de abertura de 2014 no Sydney Cricket Ground, que envolveu os Dodgers e os Diamondbacks. A Nine Network / GEM, detentora dos direitos de transmissão em casa, também participou dessa colaboração. A partir da temporada de 2015, a MLB Network assumiu a produção da cobertura internacional da MLB para o MLB All-Star Game e a World Series, além de fornecer o painel de transmissão em parceria com outras emissoras.

### Programas diários
A MLB Network produz promoções para sua atual série original, que é exibida regularmente, assim como para os filmes transmitidos pelo canal. Além disso, a rede exibe promoções para eventos especiais que transmite e diversos jogos transmitidos ao vivo.

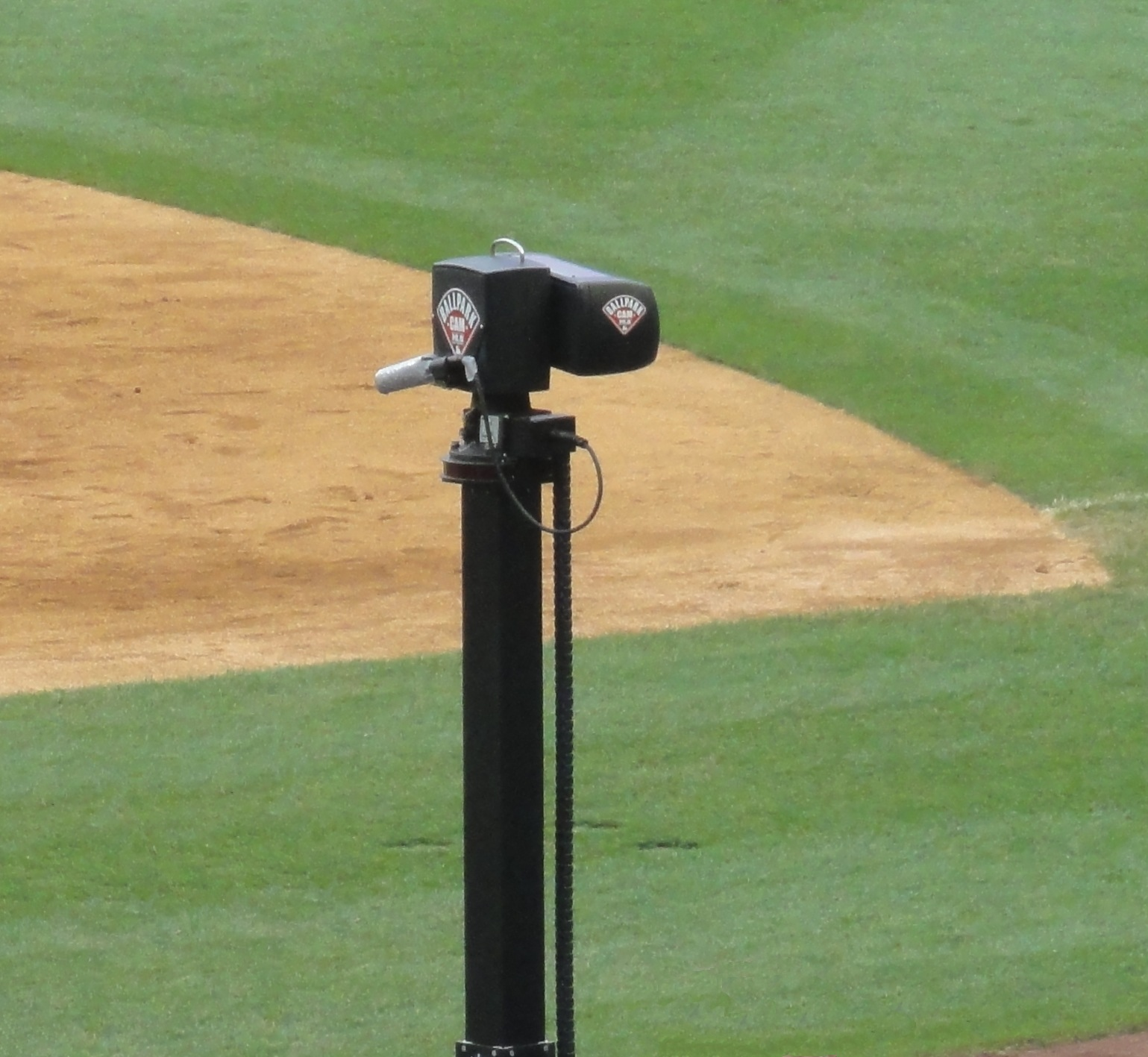
"Uma "câmera de estádio" da MLB Network no Yankee Stadium.

- MLB Tonight : O show exclusivo da MLB Network, que estreou no início do Spring Training de 2009 em formato de 60 minutos; a partir de 2011, o programa vai ao ar sete dias por semana durante a temporada regular e agora é um programa de ano inteiro. O programa traz atualizações, destaques, notícias e análises. O plano original também era apresentar visualizações ao vivo exclusivas usando suas próprias câmeras HD permanentes com cenas não disponíveis em nenhum dos canais que cobrem o jogo; no entanto, a MLBN decidiu usar a "câmera aproximada" apenas antes e depois dos jogos. Transmissão simultânea de cut-ins ao vivo das estações/redes que cobrem os jogos.[24] Em 2011, MLB Tonight ganhou o Sports Emmy Award de Outstanding Studio Show - Daily.
- Hot Stove : Até 2012, Hot Stove era uma versão renomeada de MLB Tonight para o inverno, geralmente indo ao ar nos mesmos horários no mesmo set, mas com gráficos diferentes. Assim como o MLB Tonight, foi o programa exclusivo da MLB Network de novembro a março durante o período de entressafra da liga principal, apresentando reportagens e análises de todos os movimentos do período de entressafra enquanto as equipes se preparam para a próxima temporada.  Seu nome vem do termo de beisebol Hot Stove League . Em 12 de novembro de 2012, Hot Stove se tornou um programa matinal ao vivo durante a semana apresentado por Matt Vasgersian e Harold Reynolds, indo ao ar às 9h ET e repetido durante o dia. O MLB Tonight continuou como antes, com esse nome, em seu horário habitual (quando não é movido para apresentações de prêmios ou programas especiais).
- Quick Pitch : Um programa diário acelerado de 60 minutos com os destaques dos jogos daquele dia e atualmente apresentado por Kelly Nash ou Keiana Martin. Estreou em 12 de abril de 2009.[25] Atualmente, ele vai ao ar ao vivo no final do MLB Tonight ou no último jogo ao vivo da noite e depois se repete durante a noite e pela manhã até as 9h ET.
- MLB agora: a série estreou em 1º de abril de 2013, e novos episódios vão ao ar de segunda a sexta na MLB Network. A primeira temporada teve Brian Kenny e Harold Reynolds debatendo sobre os eventos diários e notícias do beisebol, com Reynolds adotando a perspectiva "tradicional" e Kenny usando sabermetria para abordar cada tópico. O debate foi moderado por Kristina Fitzpatrick . O final da primeira temporada foi ao ar no início de outubro. Em 26 de fevereiro de 2014, o apresentador Brian Kenny anunciou via Twitter que MLB Now havia sido renovado para uma segunda temporada com estreia em abril de 2014. A segunda temporada viu algumas mudanças quando Reynolds e Fitzpatrick saíram do programa, que agora gira em torno de Kenny e três outros convidados que incluem uma personalidade da MLB no ar e dois ex-jogadores ou atuais jogadores, gerentes, gerentes gerais, jornalistas, repórteres ou analistas. O formato é semelhante, mas Kenny atua como moderador e também debate com os convidados. Atualmente, vai ao ar nos dias de semana às 12h (horário do leste dos EUA).
- The Rundown: Um programa de duas horas que estreou em 2011, apresentado por Scott Braun e vários analistas, oferece uma visão dos jogos do dia em andamento, prática de rebatidas, recapitulações da ação do dia anterior e prévias das próximas competições.  Em 2012, The Rundown expandiu para três horas. Em 2013, The Rundown voltou para 2 horas. Substituído por Off Base em 2022.
- Conversa Intencional : Outro programa que estreou em 2011, utilizando o formato tradicional de rádio esportivo anteriormente apresentado por Stephen Nelson e Kevin Millar sobre os acontecimentos do dia e inclui entrevistas com jogadores e dirigentes. Atualmente, vai ao ar nos dias úteis às 17h (horário do leste dos EUA) durante a temporada regular. Siera Santos substituiu Nelson em 2023, com Ryan Dempster ingressando em Millar como segundo analista.
- High Heat: A série estreou em 31 de março de 2014 e é apresentada por Chris Russo com Alanna Rizzo como co-apresentadora. Vai ao ar de segunda a sexta-feira o ano todo.
- MLB Central: Um programa de notícias de 3 a 4 horas em estilo de revista que atualmente vai ao ar durante a semana às 9h ET e é co-apresentado por Lauren Shehadi, Mark DeRosa e Robert Flores . Reduza para 2 horas em 2023.
- Off Base : Show de uma hora lançado em abril de 2022, voltado especificamente para o público jovem com influências da cultura pop. Apresentado por Lauren Gardner com Xavier Scruggs, Hannah Keyser e Keith McPherson atuando como analistas. Keyser e McPherson saíram após 1 temporada e foram substituídos por Ariel Epstein e Anthony Recker na 2ª temporada.
- Spread pré-jogo: Um programa de uma hora apresentado por Matt Vasgersian com foco em apostas esportivas que foi ao ar em 2022, mas foi cancelado após 1 temporada.

### Outro
- All Time Games: Jogos clássicos de beisebol, exibidos em sua forma original televisionada. O episódio de estreia em 1º de janeiro de 2009 foi um cinescópio da cobertura da NBC do jogo 5 da World Series de 1956, no qual Don Larsen lançou o único jogo perfeito do Fall Classic. O jogo incluía todos os anúncios originais da Gillette da cobertura da NBC e foi enquadrado por uma entrevista de Bob Costas com Larsen e seu apanhador, Yogi Berra .[26]
- 30 clubes em 30 dias: Em fevereiro, a rede embarcou em uma turnê de um mês pelos campos de treinamento de primavera com John Hart como anfitrião, vindo de uma instalação diferente a cada dia.
- 30 clubes, 30 boletins: uma sequência de 30 equipes em 30 dias, em julho, o anfitrião John Hart relembra as previsões feitas durante a primavera e avalia o desempenho de cada equipe até o momento na temporada.
- 30 clubes, 30 recapitulações: A versão fora de temporada acima, que vai ao ar durante Hot Stove, que estreou em 7 de dezembro de 2009, recapitula a temporada de cada time e olha para a próxima temporada.
- 30 jogos, 30 clubes, 30 dias: Em 2010 e 2011, a MLB Network transmitiu 30 jogos ao vivo da temporada regular, apresentando todos os 30 times, durante o mês de abril.
- Diamond Demos: Um programa instrutivo apresentando um especialista em um determinado aspecto do beisebol. Os episódios incluíram infielding com Ozzie Smith, captura com Joe Girardi, outfielding com Torii Hunter, arremesso com Jeff Brantley e treinamento com Buck Showalter . O show estreou em[27] de abril.
- October Classics é uma nova exibição da World Series na íntegra. Cada semana uma série diferente é apresentada.
- Prime 9: Uma série dedicada ao tema dos nove maiores em qualquer coisa envolvida com beisebol. A série corre em maratonas em feriados como Ação de Graças e Natal . Uma segunda temporada com conteúdo atualizado foi encomendada para a MLBN em 2023.
- Studio 42 com Bob Costas é um programa de entrevistas com figuras proeminentes do beisebol. O episódio de estreia em 5 de fevereiro foi com Joe Torre sobre seu novo livro revelador The Yankee Years, que tem sido considerado polêmico entre os jogadores dos Yankees, especialmente Alex Rodriguez .   Outro episódio famoso contou com uma entrevista com o locutor vencedor do Prêmio Frick, Ernie Harwell, sua última aparição na televisão antes de sua morte, seis meses depois.
- Front Burner: Os membros do canal discutem em mesa redonda sobre o período de entressafra e respondem a perguntas e comentários dos telespectadores por meio de telefonemas, e-mails, Facebook e Twitter .
- Baseball IQ: Um game show apresentado por Matt Vasgersian no qual dois participantes respondem curiosidades sobre beisebol pela chance de ganhar até US$ 45.000 para caridade.[28]
- World Baseball Classic Tonight: Um programa semelhante ao MLB Tonight, World Baseball Classic Tonight apresenta destaques, análises e reportagens especiais sobre o torneio.[29] Retornou em 2023, mas como uma cobertura especial do WBC com o tema MLB Tonight .
- Inside MLB: A série estreou em 11 de novembro de 2013 e novos episódios foram ao ar às segundas-feiras às 22h na MLB Network até janeiro de 2014.
- Recursos da arquibancada: a apresentação da rede de longas-metragens com tema de beisebol.
- Carded: Show temático de cartões de treinamento de beisebol, lançado em 2023.

### Documentários
- Temporadas de beisebol: uma série de documentários ambientada nos acontecimentos de uma determinada temporada de beisebol.
- Inside the Moments: Uma série com estreia em 2 de janeiro que apresenta momentos memoráveis e as histórias por trás deles. Os primeiros cinco episódios são "Aura of the Home Run", "Icons of the Game", "Unforgettable Feats", "Magic on the Mound" e "Fall Classic Finales". Este show foi originalmente produzido pela ESPN durante a temporada de 2002 como parte de uma promoção patrocinada pela MasterCard na qual os fãs votavam para determinar o melhor momento da história da MLB.
- Orgulho e Perseverança: A História das Ligas Negras: Um especial de uma hora narrado pelo membro do Hall da Fama Dave Winfield sobre a história da liga negra de beisebol antes da estreia de Jackie Robinson em 15 de abril de 1947.
- Rising Sons: Um documentário sobre como os jogadores japoneses se adaptaram à vida na América.
- We Are Young, uma história sobre Dmitri Young, Delmon Young e seu pai, Larry Young.
- Josh Hamilton: Ressuscitando o Sonho: narra a vida de Josh Hamilton .
- The Pen: seguiu o bullpen do Philadelphia Phillies de 2009 .
- The Club: seguiu o Chicago White Sox de 2010 .
- MLB Network Presents: Uma série de filmes de uma hora com foco em um assunto do beisebol, como um ex-jogador ou um evento ou time da história do beisebol.
- Os 20 melhores jogos da MLB: uma série que foi ao ar originalmente em 2010 e que contava os melhores jogos da MLB das últimas 50 temporadas, conforme votado pelos fãs no MLB.com. Os episódios foram apresentados por Bob Costas e Tom Verducci, sentando-se com os jogadores ou dirigentes envolvidos no jogo que foi o foco do episódio, ou no momento memorável do jogo, enquanto assistiam à transmissão televisiva original do jogo, proporcionando sua própria contribuição nos jogos e nos momentos, bem como como suas carreiras e vidas foram mudadas pelo jogo.

### Reprises
- Beisebol: um filme de Ken Burns: A minissérie documental vencedora do Emmy, que foi ao ar originalmente na PBS em 1994, foi ao ar na MLB Network em 2009.
- Catedrais do Jogo: leva os espectadores em passeios pelos estádios da MLB e explora a história do time e da cidade (originalmente produzido pela iNHD em 2005).

## Zona de ataque da MLB
MLB Strike Zone é um canal lançado em 10 de abril de 2012, que oferece aos espectadores a oportunidade de acompanhar todos os jogos da MLB com destaques em tempo real, visualizações ao vivo e atualizações, sem a interrupção de comerciais. O formato do canal é semelhante ao NFL RedZone e é transmitido nas noites de quarta e sexta-feira durante a temporada regular. Embora a cobertura geralmente encerre antes do início da maioria dos jogos na Costa Oeste, essas partidas são frequentemente destacadas em um formato de carrossel no programa MLB Tonight, transmitido no canal principal em muitas noites. Gregg Caserta é o atual apresentador do programa, que tem uma duração média de cerca de três horas.

### Transmissão internacional
Strike Zone vai ao ar ao vivo no Canadá pela TSN, Austrália pela ESPN Austrália, América Latina pela Fox Sports, junto com outros países.

## Estúdios
Os estúdios localizados em Secaucus contam com quatro conjuntos principais, sendo que três deles recebem nomes ilustres de membros do Hall of Fame. O "Studio 3", em homenagem a Babe Ruth, funciona como a principal sede para a maioria dos programas de estúdio. Por sua vez, o "Studio 42", nomeado em honra a Jackie Robinson, é um campo de beisebol em escala reduzida utilizado para demonstrações dos analistas da rede, além de servir como cenário para programas de entrevistas que exigem a presença de uma plateia para criar a atmosfera desejada. O Studio 42 também é o local onde ocorrem as primeiras rodadas do Draft da Liga Principal de Beisebol. Este estúdio é equipado para acomodar mais de 125 pessoas, incluindo elementos como um placar manual funcional e um muro de classificação para cada liga e divisão.
Com o lançamento do Intentional Talk em 2011, o programa se destacou como um dos primeiros na televisão a adotar regularmente uma configuração de estúdio doméstico para produção remota, muito antes da pandemia de COVID-19 de 2020 forçar essa prática em toda a indústria. Quando um dos apresentadores não podia gravar em Secaucus, Chris Rose, o ex-apresentador, realizava as gravações em um estúdio caseiro em Los Angeles (o mesmo se aplica ao atual co-apresentador Stephen Nelson). Por sua vez, Kevin Millar fazia as gravações em seu estúdio caseiro em Austin, Texas, de forma descontraída, sendo apelidado carinhosamente de "Studio 1-5", fazendo referência ao número do uniforme de Millar. Essa abordagem pioneira mostrou-se precursora do modelo adotado por muitos programas de televisão durante a pandemia.